# Veroes
Veroes is een gemeente in de Venezolaanse staat Yaracuy. De gemeente telt 29.500 inwoners. De hoofdplaats is Farriar.